# Grünbach (Sankt Wolfgang)
Grünbach ist ein Gemeindeteil  von St. Wolfgang im oberbayerischen Landkreis Erding.

## Lage
Die Einöde Grünbach liegt unmittelbar westlich der Bundesstraße B 15 am südlichen Ortsrand des Gemeindehauptorts Sankt Wolfgang, etwa 1,25 Kilometer südlich dessen Rathauses.

## Geschichte
Grünbach gehörte historisch zur Gemeinde Pyramoos in der Grafschaft Haag und später im Landkreis Wasserburg am Inn. Zusammen mit Pyramoos wurde Grünbach am 1. April 1971 nach St. Wolfgang eingemeindet und gehört wie diese Gemeinde seit dem 1. Juli 1972 zum Landkreis Erding.

## Gebäude
Der	Einfirsthof Grünbach 1 ist ein zweigeschossiger Massivbau mit flachem Satteldach und Traufbundwerk. Er ist mit der Jahreszahl 1841 bezeichnet. Er ist als Baudenkmal in die Liste der Baudenkmäler in Sankt Wolfgang eingetragen.

## Bevölkerungsentwicklung

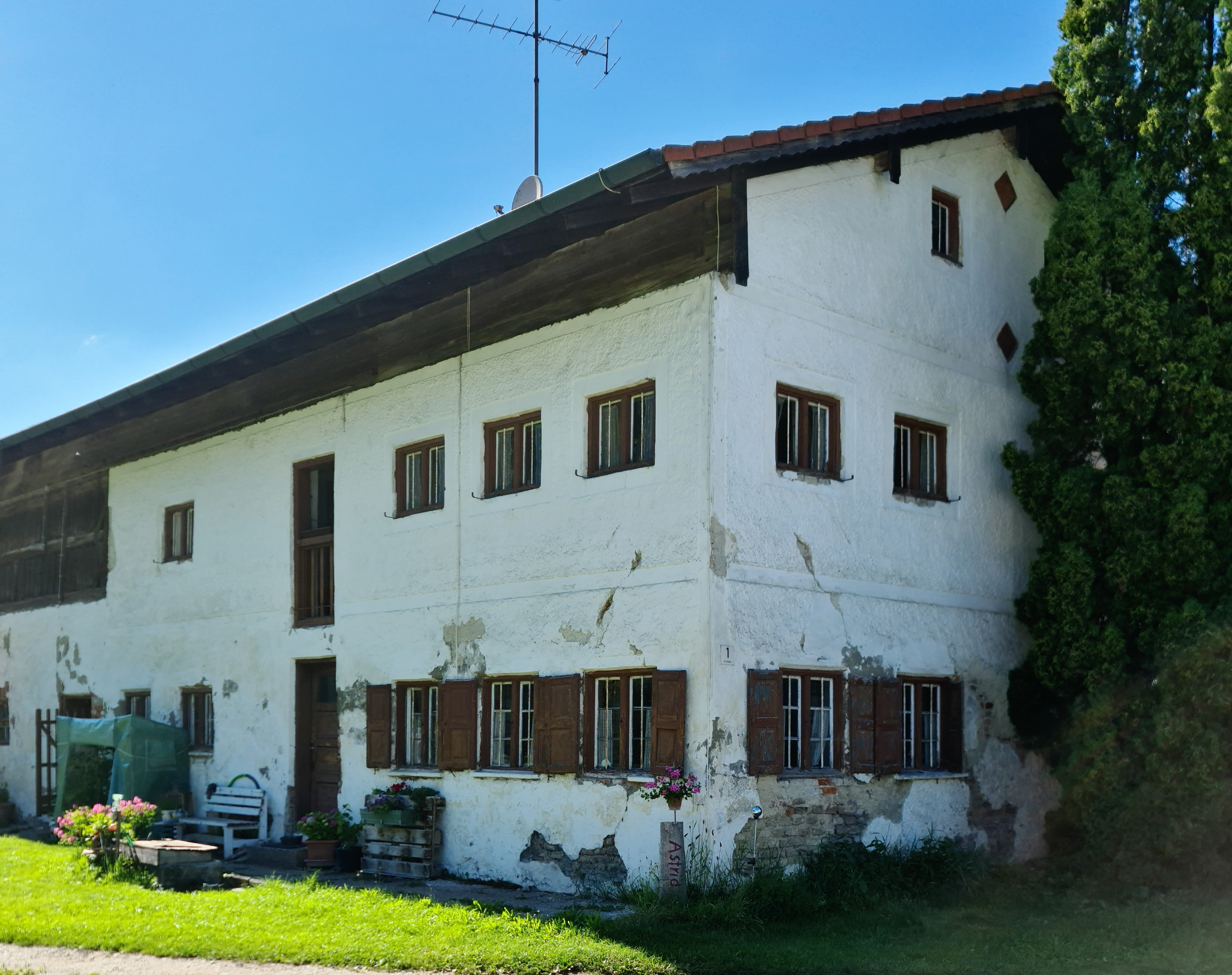
Grünbach 1, 2022

Um 1871 gab es in Grünbach neun Einwohner. Im Mai 1987 lebten dort sechs Einwohner in zwei Wohngebäuden.
| Jahr      | 1871 | 1925 | 1950 | 1970 | 1987 |
| Einwohner | 9    | 7    | 12   | 8    | 6    |